# 発行可能株式総数
発行可能株式総数（はっこうかのうかぶしきそうすう）とは、株式会社が発行することができる株式の総数のことである。発起人は、株式会社の成立の時までに、その全員の同意によって、定款でその総数の定めを設けなければならないと定められている（会社法第37条)。
授権株式数ともいわれ、授権資本制度の外枠を維持するためのものである。
- 会社法は、以下で条数のみ記載する。

## 概要
- 定款を変更して発行可能株式総数を減少するときは、変更後の発行可能株式総数は、当該定款の変更が効力を生じた時における発行済株式の総数を下ることができない。
- 定款を変更して発行可能株式総数を増加する場合には、変更後の発行可能株式総数は、当該定款の変更が効力を生じた時における発行済株式の総数の四倍を超えることができない。ただし、株式会社が公開会社でない場合は、この限りでない（113条）。